# کارلوس موداس
کارلوس موداس (انگلیسی: Carlos Moedas؛ زادهٔ ۱۰ اوت ۱۹۷۰) یک سیاست‌مدار اهل پرتغال است.